# Suore domenicane di Santa Rosa da Lima (Roma)
Le Suore Domenicane di Santa Rosa da Lima sono un istituto religioso femminile di diritto pontificio.

## Storia
Le origini della congregazione risalgono al conservatorio-monastero di Santa Rosa da Lima, fondato a il 29 settembre 1673 a Finalborgo per desiderio dei magistrati del marchesato di Finale.
Stefano Spinola, vescovo di Savona, eresse canonicamente l'istituto il 25 marzo 1677, consentendo alle prime tre religiose, guidate da Caterina Boldona, si costituirono in comunità del terz'ordine domenicano.
Il monastero fu trasformano in congregazione dal vescovo Alessandro Riccardi nel 1848.
La congregazione fu affiliata all'ordine domenicano il 14 ottobre 1875 e nel 1972 venne riconosciuta come istituzione di diritto pontificio.

## Attività e diffusione
Le suore si dedicano all'educazione della gioventù.
La sede generalizia è a Roma.
Alla fine del 2015 l'istituto contava 60 religiose in 9 case.